# 2022 WM7
2022 WM7 és un petit asteroide proper a la Terra que va passar uns 02 distàncies lunars (770,000 km; 480,000 mi) del centre de la Terra el 28 de novembre de 2022 a les 02:24 UTC. Va ser descobert pel telescopi d'exploració Pan-STARRS 1 a l'Haleakalā Observatory, Hawaii el 26 de novembre de 2022.